# John Cynn
John Cynn (24 dicembre 1984) è un giocatore di poker statunitense, campione del mondo nel 2018.
Alle WSOP 2018 ha vinto il Main Event avendo la meglio su 7.874 giocatori, aggiudicandosi la cifra di 8.800.000 di dollari. Nell'heads-up finale le sue carte K♣ J♣ hanno avuto la meglio su Q♣ 8♥ del rivale Tony Miles; sul tavolo sono uscite in sequenza: K♥ K♦ 5♥ 8♦ 4♠.